# Кардаил (река)
Кардаи́л — река в России, протекает по Волгоградской и Воронежской областях.
Образуется слиянием рек Дальний Кардаил и Средний Кардаил. Длина реки составляет 128 км (от истока Дальний Кардаил — 148 км). Устье реки находится в 150 км по правому берегу реки Бузулук. Площадь водосборного бассейна 1920 км².

## Данные водного реестра
По данным государственного водного реестра России относится к Донскому бассейновому округу, водохозяйственный участок реки — Бузулук, речной подбассейн реки — Хопёр. Речной бассейн реки — Дон (российская часть бассейна).
Код объекта в государственном водном реестре — 05010200412107000007699.